# Benestare
Benestare est une commune italienne de la province de Reggio de Calabre dans la région Calabre en Italie.

## Administration
| Période                                  | Période | Identité | Étiquette | Qualité |
| ---------------------------------------- | ------- | -------- | --------- | ------- |
|                                          |         |          |           |         |
| Les données manquantes sont à compléter. |         |          |           |         |

### Hameaux
Ammendolare, Ancone, Armerà, Belloro, Bosco, Bruca, Canale, Cullaro, Drafà, Esopo, Fego, Gistratico, Ientile, Martilli, Meta, Nasida, Palmieri, Pignatarco, Piraino, Ricciolio, Rodia, Russellina, S.Giovanni, Scarparina, Schianata, Varraro, Zopà

### Communes limitrophes
Ardore, Bovalino, Careri, Platì, San Luca